# Pozsony trolibuszvonal-hálózata

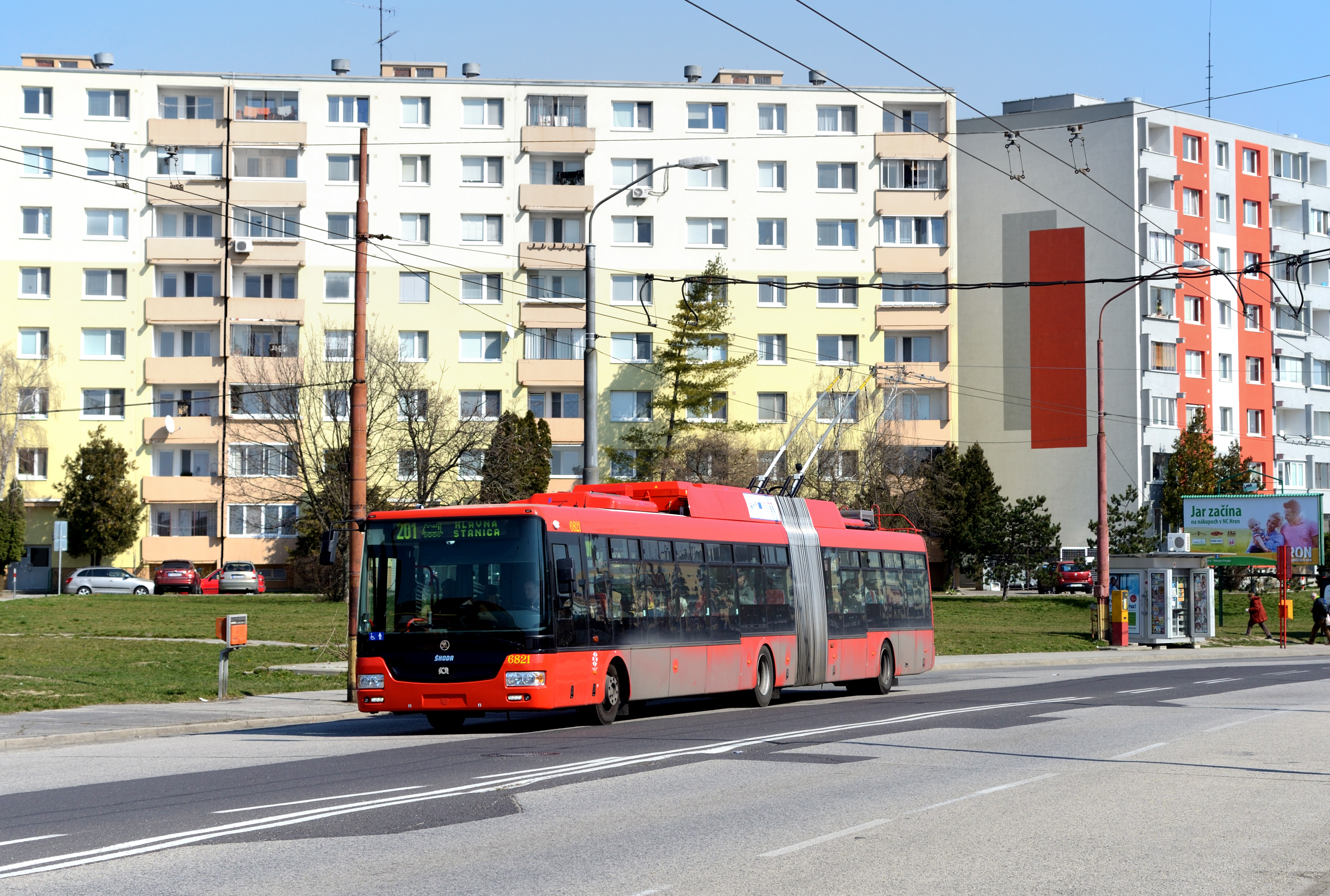
Škoda 31Tr SOR típusú trolibusz

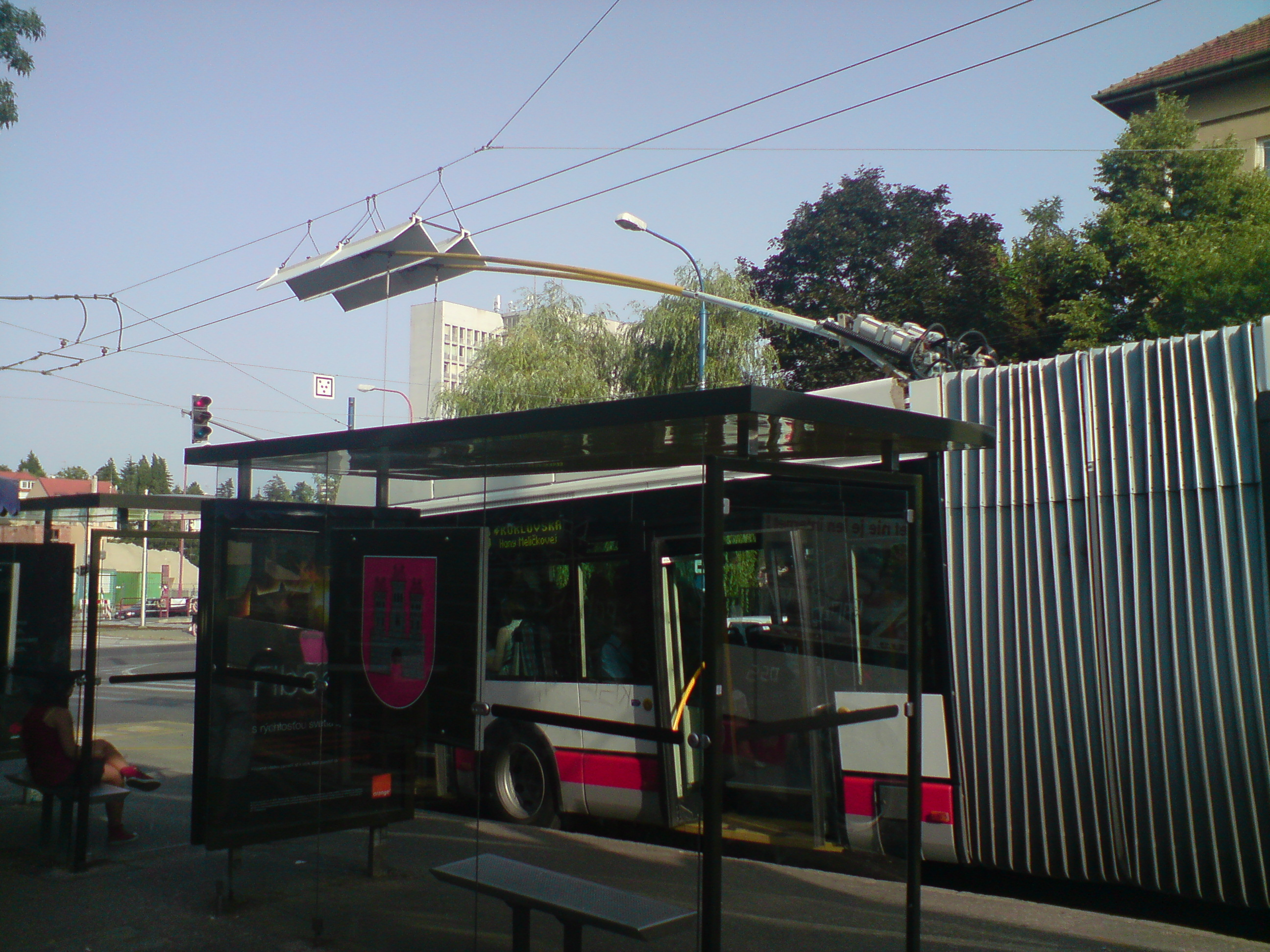
Škoda 25Tr

Pozsonyban 12 nappali és 3 éjszakai trolibuszjárat közlekedik. A hálózatot az MHD üzemelteti. 

## Járműállomány
| Kép      | Típus              | Gyártási év | Járművek száma | Alacsony padlós | Klímaberendezéssel rendelkezik |
| -------- | ------------------ | ----------- | -------------- | --------------- | ------------------------------ |
|          | Škoda 21Tr         | 2003        | 1              |                 |                                |
|          | Škoda 25Tr         | 2006        | 5              |                 |                                |
|          | Škoda 30Tr SOR     | 2013–2015   | 49             |                 |                                |
|          | Škoda 31Tr SOR     | 2013–2015   | 69             |                 |                                |
|          | Škoda 27Tr Solaris | 2023        | 23             |                 |                                |
|          | Škoda-Solaris 24m  | 2023        | 16             |                 |                                |
|          | SOR TNS 12         | 2023        | 11             |                 |                                |
| Összesen | Összesen           | Összesen    | 174            |                 |                                |

## Trolibuszvonalak
| Nappali járatok  | Nappali járatok                  |
| ---------------- | -------------------------------- |
| 33               | Riviéra – Dlhé diely             |
| 40               | Hlavná stanica – Nové SND        |
| 42               | Červený most – Cintorín Vrakuňa  |
| 44               | Koliba – Hlavná stanica          |
| 45               | NOÚ – Červený most               |
| 47               | Červený most – Zimný štadión     |
| 49               | NOÚ/NÚSCH – Ružová dolina        |
| 60               | Trnávka – Rajská                 |
| 61               | Hlavná stanica – Letisko/Airport |
| 64               | Valašská – Jelačičova            |
| 71               | Čiližská – Hlavná stanica        |
| 72               | Čiližská – Rajská                |
| Éjszakai járatok |                                  |
| N44              | Hodžovo námestie – Koliba        |
| N47              | Hodžovo námestie – Valašská      |
| N72              | Hodžovo námestie – Čiližská      |

## Járműtelepek
- Depo Hroboňova
- Depo Trnávka
- Depo Jurajov dvor
- Depo Patrónka (bezárt)
- Depo Martanovičova (bezárt)

## Fordítás
- Ez a szócikk részben vagy egészben  a   Trolejbusová doprava v Bratislave című szlovák Wikipédia-szócikk ezen változatának fordításán alapul.  Az eredeti cikk szerkesztőit annak laptörténete sorolja fel. Ez a jelzés csupán a megfogalmazás eredetét és a szerzői jogokat jelzi, nem szolgál a cikkben szereplő információk forrásmegjelöléseként.